# Rubus abchaziensis
Rubus abchaziensis är en rosväxtart som beskrevs av Henri L. Sudre. Rubus abchaziensis ingår i släktet rubusar, och familjen rosväxter. Inga underarter finns listade i Catalogue of Life.